# Писарівська сільська рада (Чоповицький район)
Писарівська сільська рада — колишня адміністративно-територіальна одиниця та орган місцевого самоврядування у Чоповицькому районі Малинської округи Київської губернії Української СРР з адміністративним центром у селі Писарівка.

## Населені пункти
Сільській раді на час ліквідації були підпорядковані населені пункти:
- с. Писарівка
- х. Липянки.

## Історія та адміністративний устрій
Створена 1923 року в складі с. Писарівка та хутора Липянки Малинської волості Радомисльського повіту Київської губернії. У квітні 1923 року включена до складу новоутвореного Чоповицького району Коростенської округи.
Ліквідована 10 вересня 1924 року, територію та населені пункти передано до складу Владівської сільської ради Чоповицького району Малинської округи.